# Clase Júpiter
Los cañoneros-minadores de la Clase Júpiter fueron cuatro buques de la Armada Española, comenzados a construir durante la República, tres de los cuales, entraron en servicio durante la Guerra Civil en el bando sublevado.

## Historia

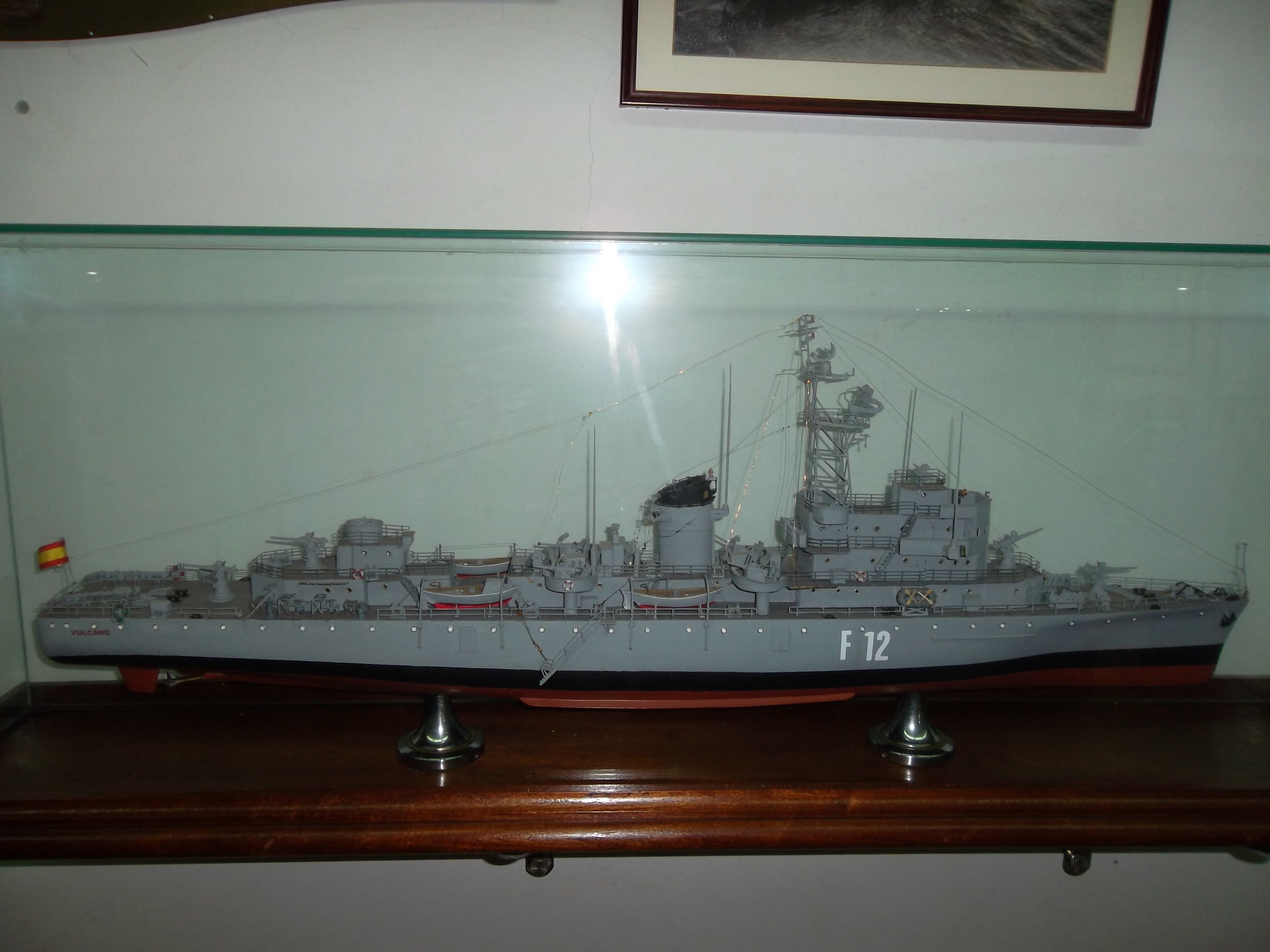
Maqueta del Vulcano (F-12), ya modernizado como fragata.

Dentro del parón general que el desarrollo de las fuerzas navales españolas sufrió con el advenimiento de la II República, los únicos intentos se produjeron cuando se aprobaron dos planes navales de los que su fruto fue la construcción de los cuatro cañoneros-minadores que constituyeron la serie Júpiter. El primero de dichos planes fue presentado a las Cortes por el ministro de Marina Juan José Rocha García y aprobado por Ley de 27 de marzo de 1934, incluía dos buques minadores de unas 2000 t de desplazamiento y 16 nudos de andar, con un coste de treinta y dos millones de pesetas, que tomarían los nombres de Júpiter y Vulcano, concediéndose en ese mismo año de 1934 un crédito de 14 670 000 pesetas para la construcción de cada uno de ellos. El segundo, conocido como Plan Royo Villanova y convertido en Ley de 16 de julio de 1935, se reducía en la práctica a otros dos minadores, gemelos de los anteriores, que serían bautizados Marte y Neptuno. Todos ellos a construir por la Sociedad Española de Construcciones Navales en Ferrol.
Estos buques fueron clasificados oficialmente en un primer momento como Minadores, y fueron diseñados para poder cometer diferentes tareas, siendo una de ellas la de Cañonero, por lo que fueron dotados de una poderosa artillería, similar a la utilizada por los destructores de su época. A mitad de su vida operativa y dado que había caído en desuso la terminología de Cañonero, los mismos fueron reclasificados como Fragatas, un término más usual en las marinas de ese momento.

## Historial operativo
Los 4 Minadores de la clase Júpiter fueron encargados por el Gobierno de la República a la SECN de Ferrol un año antes del comienzo de la Guerra Civil. Los tres primeros, fueron alistados en la flota sublevada en plena contienda, interviniendo en campañas de minado en el Cantábrico y Mediterráneo. 
Debido a la carencia de destructores de la flota sublevada, y al potencial de su armamento, participan también en misiones de control y bloqueo.
Junto al Vulcano, el Júpiter fue uno de los protagonistas en el bloqueo al tráfico marítimo internacional en los puertos del Cantábrico, donde tomó parte en la captura de varios buques mercantes, en especial de los británicos Candleston Castle, Dover Abbey, Yorkbrook y el francés Cens a finales de 1937. El día de Navidad de ese año cañoneó el puerto de Burriana, donde averió al carguero inglés Bramhill, que tuvo que retirarse a Marsella para someterse a reparaciones.
El Vulcano impidió temporalmente la entrada a Gijón de los mercantes británicos Stanray, Stangrove y sobre el final de la guerra en el norte las del Stanhill y el Stanleigh. Durante este período cañoneó, sin éxito, al también británico Thorpebay cuando éste entraba al puerto de El Musel. Entre 1938 y 1939 cumplió misiones de bloqueo en el Mediterráneo, destacándose en la persecución y detención del destructor José Luis Díez en el estrecho de Gibraltar, en un combate librado por momentos a menos de 50 metros entre un buque y otro. El Díez quedó varado en la Playa de los Catalanes, en territorio gibraltareño. También le cupo un papel secundario en la captura del mercante griego Victoria por parte del crucero auxiliar Mar Negro y del británico Stangrove por el cañonero Dato, ya en los días finales de la guerra civil. Ambos cargueros se sumaron a la flota mercante española al final de la guerra.
El Marte trasladó los restos mortales de Manuel de Falla hasta Cádiz, tras recogerlos en Tenerife del vapor Cabo de Buena Esperanza.
De los cuatro buques, únicamente los Júpiter y Vulcano participan en el Programa de Modernización tras los acuerdos con los Estados Unidos, aunque los cuatro recibieron el numeral de fragata. La modernización se llevó a cabo en Cartagena entre 1958 y 1961, formando ambos escuadrilla con las dos fragatas de la Clase Pizarro que también fueron modernizadas por dicho acuerdo. El Júpiter causó baja en la Armada el 23 de noviembre de 1974, y el Vulcano quedó relegado a pontón desde el 12 de marzo de 1977 hasta su baja definitiva producida el 30 de abril de 1978, siendo este, el último buque de combate en ser retirado del servicio de los que participaron en la Guerra Civil. 
El Marte y el Neptuno permanecieron sin modificaciones hasta que causaron baja en 1971 y 1972 respectivamente.

## Unidades de la Clase
| Nombre  | Numeral | Alta       | Modernizado | Baja       |
| ------- | ------- | ---------- | ----------- | ---------- |
| Marte   | F-01    | 11/11/1938 | -           | 02/12/1971 |
| Neptuno | F-02    | 18/11/1939 | -           | 02/02/1972 |
| Júpiter | F-11    | 31/03/1937 | 28/10/1960  | 23/11/1974 |
| Vulcano | F-12    | 20/08/1937 | 28/02/1961  | 12/03/1977 |

### Secuencias de designación
Clase Júpiter→Clase Eolo→Clase Pizarro→Clase Descubierta→Clase Baleares→Clase Santa María→Clase Álvaro de Bazán→Clase Bonifaz (prevista)